# Ehrharta bulbosa
Ehrharta bulbosa är en gräsart som beskrevs av James Edward Smith. Ehrharta bulbosa ingår i släktet Ehrharta och familjen gräs. Inga underarter finns listade i Catalogue of Life.